# Liste alphabétique d'écrivains italiens
- Haut – A
- B
- C
- D
- E
- F
- G
- H
- I
- J
- K
- L
- M
- N
- O
- P
- Q
- R
- S
- T
- U
- V
- W
- X
- Y
- Z

## A
- Giuseppe Cesare Abba (1838-1910)
- Paul del Abbaco (Paolo dell'Abbaco) (v. 1281-1367).
- Paul Abriani (1607-1699)
- Bernardo Accolti (1465-1536)
- Vittoria Aganoor (1855 - 1910)
- Milena Agus XXIe siècle
- Roberto Alajmo (1959- ...)
- Albertano da Brescia (fin du XIIe siècle - ap. 1253)
- Francesco Albertini (1469-1510)
- Fabiano Alborghetti (1970- ...)
- Vittorio Alfieri (1749-1803)
- Dante Alighieri
- Corrado Alvaro
- Giovanni Cristofano Amaduzzi (1740 - 1792)
- Niccolò Ammaniti (1966- ...)
- Andrea da Grosseto
- Giovanni Antonio Andreoni (1649-1716)
- Antonella Anedda
- Cecco Angiolieri (v. 1258-v. 1312)
- Giulio Angioni
- Alberto Arbasino
- Pietro Aretino, en français Pierre l'Arétin (1492-1556)
- Ludovico Ariosto (dit en français, l'Arioste)
- Bernardino Arluno (1478-1535)
- Sergio Atzeni (1952-1995)
- Tullio Avoledo (1957-....)

## B
- Ottone Bacaredda (1849-1921)
- Riccardo Bacchelli
- Andrea Bajani (1975- ... )
- Ernesto Balducci (1922-1992)
- Rossana Balduzzi Gastini (1963-...)
- Matteo Bandello (1485-1561)
- Alessandro Barbero (1959- ... )
- Giuseppe Baretti (1719-1789)
- Alessandro Baricco (1958- ... )
- Massimo Barone (1942- ... )
- Girolamo Baruffaldi (1675-1755)
- Giambattista Basile (1566 ou 1575-1632), connu pour ses recueils de contes, adaptés ensuite par Charles Perrault et les frères Grimm.
- Giorgio Bassani
- Giuseppe Battista (1610-1675)
- Cesare Battisti
- Feo Belcari (v. 1410-1484)
- Giuseppe Gioachino Belli (1791-1863)
- Pietro Bembo (1470-1547)
- Paolo Beni (vers 1552-1625)
- Stefano Benni
- Angelo Beolco, dit Ruzzante ou Ruzante (v. 1496-1542).
- Filippo Beroaldo (1453-1505)
- Luigi Bertelli (dit Vamba)
- Giuseppe Berto
- Attilio Bertolucci
- Carlo Betocchi
- Giuseppe Betussi (1515-1575)
- Ugo Betti
- Alberto Bevilacqua
- Francesco Biamonti (1928-2001)
- Luciano Bianciardi
- Bianco da Siena (v. 1350-1399)
- Vincenzo Bianchini (1903-2000)
- Emanuele Bidèra (1784-1858)
- Boccace, traduction en français de Giovanni Boccaccio
- Trajano Boccalini (1556-1613)
- Pietro Boccia (1959- ... )
- Arrigo Boito (1842-1918)
- Camillo Boito
- Valentino Bompiani (1898-1992)
- Clemente Bondi (1742-1821)
- Antonio Bonfini (1427-1503)
- Carlo Bordoni (1946- ... )
- Giuseppe Antonio Borgese
- Bartolomeo Borghesi (Comte)
- Raffaello Borghini (Florence, 1537 - Florence, 1588), dramaturge, poète et critique d'art
- Carlo Giuseppe Guglielmo Botta (1766-1837)
- Giovanni Gaetano Bottari (1689-1775)
- Vitaliano Brancati
- Leonardo Bruni (1370-1444), humaniste, écrivain, historien et homme politique florentin.
- Antonio Buccellati (1831-1890)
- Gesualdo Bufalino
- Appiano Buonafede (1716-1793)
- Aldo Busi
- Dino Buzzati

## C
- Andrea Cacciavillani (1970- ... )
- Luciano Cacciavillani (1956 - ...)
- Giosuè Calaciura (1960 - ...)
- Roberto Calasso
- Italo Calvino
- Salvatore Cambosu
- Andrea Camilleri (1925-2019)
- Salvatore Cammarano (1801-1852)
- Dino Campana
- Tommaso Campanella
- Mario Campanino
- Piero Campomenosi
- Giorgio Caproni
- Luigi Capuana
- Giosuè Carducci
- Davide Carnevali
- Giacomo Casanova di Seingalt, auteur d'expression française
- Carlo Cassola
- Baldassare Castiglione
- Guido Cavalcanti
- Ermanno Cavazzoni (1947- ... )
- Silvano Ceccherini (1915-1974)
- Benvenuto Cellini
- Carla Cerati
- Guido Ceronetti (1927-…)
- Pietro Chiari (1712-1785)
- Carlo Coccioli
- Carlo Collodi
- Giuseppe Conte
- Mauro Corona (1950-....)
- Eugenio Corti (1921- ... )
- Giovanni Cotta (v. 1480-1510)
- Mauro Covacich (1963-....)
- Benedetto Croce (1866-1952)
- Tommaso Crudeli (1703-1747)

## D
- Dante Alighieri, dit Dante
- Francisco D'Agostino (1946-)
- Agostino Dati (1420-1478)
- Gian Dauli
- Bernardo Davanzati (1529-1606)
- Gabriele D'Annunzio
- Gioacchino da Fiore (v. 1130–1202)
- Guglielmo da Pastrengo (v. 1305 - v. 1366)
- Lorenzo da Ponte
- Massimo d'Azeglio
- Alberto Maria De Agostini (1893-1960)
- Edmondo De Amicis
- Andrea De Carlo
- Alba de Céspedes
- Luciano De Crescenzo
- Ascanio Centorio Degli Ortensi (XVIe siècle)
- Teresa de Gubernatis (1832-1893)
- Erri De Luca
- Silvana De Mari (1953- ... )
- Gianni De Martino
- Federico De Roberto
- Alessandro De Roma (1970-)
- Grazia Deledda
- Giovanni Della Casa (1503-1556)
- Giuseppe Dessì (1909-1977)
- Cesare De Titta (1862-1933)
- Gianfranco de Turris (1944-)
- Domenico di Giovanni (1404-1449)
- Marina Di Guardo (1961- ...)
- Danilo Dolci (1924-1997)
- Lodovico Domenichi (1515-1564)

## E
- Umberto Eco
- Erchempert ou Herempert (Erchempertus en latin; Erchemperto en italien) ( ?   - ?   ), moine du Mont-Cassin, historien et chroniqueur.

## F
- Fabiano Massimi (1977)
- Oriana Fallaci
- Michelangelo Fardella (1650-1718)
- Mario Farneti (1950- ... )
- Guido Fava (v. 1190–1243)
- Elena Ferrante (1943- ...)
- Ernesto Ferrero (1938- ... )
- Dario Fo (1926-2016)
- Antonio Fogazzaro (1842–1911)
- Uberto Foglietta (1518-1581)
- Marcello Fois (1960- ... )
- Teofilo Folengo (1491-1544)
- Moderata Fonte (1555-1592)
- Niccolò Ugo Foscolo
- Aladena Fratianno (1913–1993)
- Vittorio Frigerio (1958– )
- Carlo Fruttero

## G
- Niccolò Gaburri (1676-1742)
- Carlo Emilio Gadda
- Domenico Alvise Galletto dit Mimmo Galletto (1946-)
- Mimmo Gangemi (1950-...)
- Brunella Gasperini
- Gérard de Crémone (v. 1114-v. 1187)
- Bono Giamboni
- Giacinto Gimma (1668-1735)
- Natalia Ginzburg
- Carlo Goldoni
- Curzio Gonzaga (1530-1599)
- Corrado Govoni, (1884-1965)
- Carlo Gozzi
- Guido Gozzano
- Antonio Gramsci
- Lionello Grifo
- Giovanni Guareschi
- Laurent Guazzesi (1708-1754)
- Margherita Guidacci
- Guittone d'Arezzo (1235-1294)

## H
- Ali Hazelwood (1989-)

## I
- Carolina Invernizio
- Dante Isella (1922-2007)

## J
- Jacopone da Todi
- Beniamino Joppolo

## L
- Giuseppe Tomasi di Lampedusa (1896-1957)
- Agostino Lampugnani (1586-1666)
- Tommaso Landolfi
- Giacomo Leopardi
- Carlo Levi
- Primo Levi (journaliste) (1853-1917)
- Primo Levi (1919-1987)
- Menotti Lerro (1980- ... )
- Angelo Lo Jacono (1838-1898)
- Marco Lodoli
- Rosetta Loy
- Carlo Lucarelli (1960- ... )
- Franco Lucentini
- Emilio Lussu
- Mario Luzi

## M
- Claudio Magris (1939-...)
- Niccolo Machiavelli, en français Nicolas Machiavel
- Curzio Malaparte
- Valerio Massimo Manfredi (1943-...)
- Giorgio Manganelli
- Celio Malespini (1531-1609)
- Alessandro Manzoni
- Dacia Maraini
- Diego Marani (1959-...)
- Biagio Marin (1891-1985)
- Filippo Tommaso Marinetti (1876-1944)
- Francesco Masala (1916-2007)
- Maria Masella (1948-...)
- Chiara Matraini
- Paolo Maurensig (1943-...)
- Melania Mazzucco (1966-...)
- Luigi Meneghello (1922-2007)
- Pietro Metastasio
- Grazyna Miller
- Franco Mimmi (1942-...)
- Nicolò Minato (v. 1630-1698)
- Eugenio Montale
- Giovanni Stefano Montemerlo (1515-1572)
- Claudio Morandini (1960-)
- Elsa Morante
- Alberto Moravia
- Luigi Motta (1881-1955)
- Ludovico Antonio Muratori
- Albertino Mussato

## N
- Remigio Nannini
- Alberto Nessi
- Ippolito Nievo
- Salvatore Niffoi
- Luigi Novarini
- Massimiliano Nuzzolo

## O
- Anna Maria Ortese (1914-1998)
- Ottiero Ottieri

## P
- Aldo Palazzeschi
- Giuseppe Pallavicini Caffarelli (1943-)
- Raniero Panzieri (1921-1964)
- Giuseppe Parini (1729-1799)
- Giovanni Papini ( 1886-1956)
- Giovanni Pascoli
- Pier Paolo Pasolini (1923-1975)
- Umberto Pasqui (1978- ... )
- Elina Patanè
- Cesare Pavese
- Sandro Penna
- Francesco Petrarca
- Albino Pierro
- Andrea G. Pinketts
- Luigi Pirandello (1867-1936)
- Marco Polo (1254-1324)
- Mario Pomilio (1921-1990)
- Giuseppe Pontiggia
- Vasco Pratolini
- Hugo Pratt
- Mario Praz
- Nicola Pugliese (1944-2012)
- Fabio Pusterla

## Q
- Roberto Quaglia (1962- ... )
- Salvatore Quasimodo

## R
- Domenico Ravizza (1707-1767)
- Benvenuto Revelli (1919-2004)
- Gianni Rodari
- Lalla Romano (Graziella Romano) (1906-2001).
- Bernardo Rucellai (1448-1514)
- Giovan Antonio Rusconi (1515 ou 1520-1579)
- Ruzzante, ou Ruzante (v. 1496-1542).

## S
- Umberto Saba (1883-1957)
- Franco Sacchetti (v. 1335– v. 1400)
- Jacopo Sadoleto (1477-1547)
- Emilio Salgari (1862-1911)
- Antonio Maria Salvini (1653-1729)
- Edoardo Sanguineti
- Jacopo Sannazaro (v. 1455-1530)
- Isabella Santacroce (1970- ... )
- Vanni Santoni (it) (1978- ... )
- Goliarda Sapienza
- Salvatore Satta
- Alberto Savinio
- Manlio Sgalambro (1924- ... )
- Bernardino Scardeone (1478-1554)
- Giorgio Scerbanenco
- Leonardo Sciascia
- Beppe Severgnini
- Carlo Sgorlon (1930-2010)
- Gabriella Sica
- Ignazio Silone
- Agostino John Sinadino (1876-1956)
- Enzo Sereni
- Vittorio Sereni (1913-1983)
- Mario Soldati
- Battista Spagnuoli (v. 1436-1516)
- Elia Spallanzani
- Scipio Stalaper (1888-1915)
- Mario Rigoni Stern
- Giovanni Francesco Straparola
- Palla Strozzi (Palla di Onorio Strozzi) (1372-1462)
- Italo Svevo (1861-1928)

## T
- Antonio Tabucchi
- Susanna Tamaro (1957-....)
- Torquato Tasso, dit en français le Tasse
- Girolamo Tiraboschi (1731-1794)
- Mario Tobino (1910-1991)
- Giuseppe Tomasi di Lampedusa
- Fabio Tombari (1899-1989)
- Fulvio Tomizza (1935-1999)
- Pier Vittorio Tondelli
- Federigo Tozzi	(1883-1920)
- Trilussa

## U
- -Amedeo Ugolini
- Giuseppe Ungaretti

## V
- Lorenzo Valla (1407–1457)
- Vamba (Luigi Bertelli)
- Anton Maria Vannucchi (1724-1792)
- Sebastiano Vassalli
- Marcello Venturi (1925–2008)
- Giovanni Verga
- Orio Vergani (1899-1960)
- Pietro Verri (1728-1797)
- Renzo Vespignani (1924-2001)
- Marco Girolamo Vida (Marcus Hieronymus Vida) (1485-1566)
- Giovanni Villani (v. 1276-1348)
- Elio Vittorini

## W
- Giustiniana Wynne di Rosenberg-Orsini (1737-1791)

## X
x

## Y
x

## Z
- Basilio Zanchi (v. 1501-1558)
- Ercole Zani (1634-1684)
- Andrea Zanzotto
- Aldo Zargani (1933- ... )
- Apostolo Zeno (1668-1750)
- Mirko Zilahy
- Zino Zini (1868-1937)
- Bachisio Zizi (1925-2014)
- Giovanni Zuccala (1798-1836)
- Simeone Zuccolo (XVIe siècle)

## Études de la littérature italienne
- BEC, Christian, Précis de littérature italienne, Paris, PUF, 1982